# 天下糧倉
《天下糧倉》為中國中央電視台以「2002年首部大戲」為宣傳，在2002年1月8日晚上首播之31集電視連續劇，該片導演為吳子牛，副導演為劉海濤。該劇講述清乾隆初年大旱，糧倉被燒而引發的朝中事件，描寫關於官場中醜惡景象。

## 角色
- 聶　遠  飾 乾隆帝（香港配音：蘇強文）
- 王慶祥 飾 劉統勳（香港配音：盧國權）
- 王亞楠 飾 米　河（香港配音：潘文柏）
- 杜雨露 飾 米汝成（香港配音：陳曙光）
- 李　倩 飾 小梳子（香港配音：劉惠雲）
- 杜志國 飾 盧　焯（香港配音：張炳強）
- 王海燕 飾 柳含月（香港配音：陸惠玲）
- 伊春德 飾 盧蟬兒（香港配音：梁少霞）
- 田成仁  飾 田文镜
- 张山 飾 庞旺
- 谭非翎 飾 苗宗舒
- 绳中  飾 高斌
- 侯正民  飾 张廷玉
- 宁晓志  飾 孙嘉淦
- 倪土 飾 白献龙
- 刘仲元  飾 顾　琮
- 尼格木图 飾 潘世贵
- 孙亮 飾 王连升
- 胡庆士 飾 李忠
- 胡庆士 飾 明灯法师
- 赵毅 飾 许三斤
- 陈之辉 飾 周钟
- 雷镇语 飾 王凤林
- 汪永贵  飾 鄂尔泰
- 张世会  飾 王士俊
- 王春 飾 小刀子
- 杨洪涛 飾 张六德
- 刘海涛 飾 李小山
- 春歌 飾 牛大灶
- 葛志兴 飾 老木
- 黄湘阳 飾 王虎林
- 慕青 飾 柳品月（香港配音：曾秀清）
- 纪银剑 飾 王千炬
- 楚健 飾 鼠爷
- 邢枫 飾 孙敬山（香港配音：林國雄）
- 张浩 飾 沈石
- 葛乃庆 飾 洪八良（香港配音：林國雄）
- 朱晓春 飾 马四
- 朱晓春 飾 陆九通
- 徐福来 飾 小麻子
- 于雷 飾 金大牙
- 孙万清 飾 彭金水
- 程思寒 飾 马知府
- 张谦 飾 棺材铺老板
- 张金华 飾 讯兵
- 张艺天 飾 阿珍
- 陈大中 飾 冯大品
- 刘杰 飾 宋大秤
- 刘杰 飾 小梳子爷爷
- 杜泓君 飾 赵大人
- 赵福余 飾 葛九松
- 李方之 飾 苗府师爷
- 赵文亮 飾 米行老板

## 各地區播放

### 中国内地
中国中央电视台中文国际頻道（CCTV-4）於2005年暑假逄週一至五早上9:00-9:50播出。

### 台灣
緯來戲劇台於2005年11月25日逄週一至五晚上9:00至10:00播出。

### 香港
香港無綫收費電視無綫劇集台(前稱TVBE)2004年12月20日首播。
香港無綫電視翡翠台從2006年9月4日至10月18日起逢週一至週五早上10:30至11:30播出。
香港有線電視以「乾隆帝國之天下糧倉」播映。

## 電視節目的變遷
| 香港無綫電視翡翠台 星期一至五 10:30-11:30 時段 | 香港無綫電視翡翠台 星期一至五 10:30-11:30 時段 | 香港無綫電視翡翠台 星期一至五 10:30-11:30 時段 |
| ---------------------------------------------- | ---------------------------------------------- | ---------------------------------------------- |
|                                                | 天下糧倉 (2006.09.04 - 2006.10.18)             |                                                |
| —                                              | 心理心裏有個謎 (2006.10.19 - 2006.11.16)       |                                                |